# Düsseldorfer Turn- und Sportverein Fortuna 1895 1963-1964
Questa voce raccoglie le informazioni riguardanti il Düsseldorfer Turn- und Sportverein Fortuna 1895 nelle competizioni ufficiali della stagione 1963-1964.

## Stagione
Nella stagione 1963-1964 il Fortuna Düsseldorf, allenato da Kuno Klötzer, concluse il campionato di Regionalliga ovest al 3º posto.

## Rosa
| N. |                     | Ruolo | Calciatore             |
| -- | ------------------- | ----- | ---------------------- |
|    | Germania (bandiera) | P     | Albert Görtz           |
|    | Germania (bandiera) | P     | Werner Pfeifer         |
|    | Germania (bandiera) | D     | Hans-Jürgen Fritsch    |
|    | Germania (bandiera) | D     | Hans-Josef Hellingrath |
|    | Germania (bandiera) | D     | Hans Klessa            |
|    | Germania (bandiera) | D     | Manfred Krafft         |
|    | Germania (bandiera) | D     | Horst Zimmermann       |
|    | Germania (bandiera) | C     | Otto Herbertz          |
|    | Germania (bandiera) | C     | Karl Hoffmann          |
|    | Germania (bandiera) | C     | Horst Stockhausen      |

| N. |                     | Ruolo | Calciatore            |
| -- | ------------------- | ----- | --------------------- |
|    | Germania (bandiera) | C     | Hermann Straschitz    |
|    | Germania (bandiera) | C     | Reinhold Straus       |
|    | Germania (bandiera) | C     | Werner Vigna          |
|    | Germania (bandiera) | A     | Horst Häfner          |
|    | Germania (bandiera) | A     | Hilmar Hoffer         |
|    | Germania (bandiera) | A     | Bruno Lindackers      |
|    | Germania (bandiera) | A     | Peter Meyer           |
|    | Germania (bandiera) | A     | Bernhard Steffen      |
|    | Germania (bandiera) | A     | Franz-Josef Wolfframm |

## Organigramma societario
Area tecnica
- Allenatore: Kuno Klötzer
- Allenatore in seconda:
- Preparatore dei portieri:
- Preparatori atletici:
- Analisi video:

## Calciomercato

### Sessione estiva
| Acquisti | Acquisti        | Acquisti       | Acquisti |
| R.       | Nome            | da             | Modalità |
| -------- | --------------- | -------------- | -------- |
| A        | Horst Häfner    | Hamborn 07     |          |
| C        | Reinhold Straus | Wormatia Worms |          |

| Cessioni | Cessioni           | Cessioni      | Cessioni |
| R.       | Nome               | a             | Modalità |
| -------- | ------------------ | ------------- | -------- |
| A        | Max Höllriegel     | Cercle Bruges |          |
| D        | Günter Jäger       | Wuppertal     |          |
| A        | Lothar Ratajczak   | VfB Marl Hüls |          |
| C        | Hans-Erwin Volberg | Pirmasens     |          |

## Risultati

### Regionalliga

#### Girone di andata
| 4 agosto 1963 1ª giornata | VfB Marl Hüls | 0 – 0 | Fortuna Düsseldorf |  |

| 11 agosto 1963 2ª giornata | Fortuna Düsseldorf | 8 – 5 | RW Oberhausen |  |

| 18 agosto 1963 3ª giornata | STV Horst-Emscher | 1 – 4 | Fortuna Düsseldorf |  |

| 25 agosto 1963 4ª giornata | Fortuna Düsseldorf | 1 – 1 | Schwarz-Weiß Essen |  |

| 1º settembre 1963 5ª giornata | Alemannia Aquisgrana | 4 – 1 | Fortuna Düsseldorf |  |

| 8 settembre 1963 6ª giornata | Fortuna Düsseldorf | 2 – 1 | Borussia M'gladbach |  |

| 15 settembre 1963 7ª giornata | Fortuna Düsseldorf | 4 – 1 | Bottrop |  |

| 22 settembre 1963 8ª giornata | Viktoria Colonia | 3 – 2 | Fortuna Düsseldorf |  |

| 29 settembre 1963 9ª giornata | Fortuna Düsseldorf | 5 – 0 | Hamborn 07 |  |

| 6 ottobre 1963 10ª giornata | Lüner | 1 – 1 | Fortuna Düsseldorf |  |

| Arbitro: | Eschweiler |

|               |           |                         |
| Wolfframm 21’ | Marcatori | 26’ Burkhardt 55’ Zeitz |

| Arbitro: | Höfer |

|  |           |            |
|  | Marcatori | 17’ Straus |

| Arbitro: | Hennig |

|                          |           |  |
| Meyer 18’ Straschitz 61’ | Marcatori |  |

| Duisburg 3 novembre 1963 14ª giornata                                                             | Duisburger SpV | 2 – 4 referto                             | Fortuna Düsseldorf | Wedaustadion (6 000 spett.) |
| \| \| \| \| \| Honert 3’ Benning 83’ \| Marcatori \| 22’ Meyer 35’, 64’ Stockhausen 88’ Hoffer \| |                |                                           |                    |                             |
|                                                                                                   |                |                                           |                    |                             |
| Honert 3’ Benning 83’                                                                             | Marcatori      | 22’ Meyer 35’, 64’ Stockhausen 88’ Hoffer |                    |                             |

| Düsseldorf 10 novembre 1963 15ª giornata | Fortuna Düsseldorf | 0 – 0 referto | Westfalia Herne | Rheinstadion (8 000 spett.)\| Arbitro: \| Niemeyer \| |
| Arbitro:                                 | Niemeyer           |               |                 |                                                       |

| Arbitro: | Theile |

|                             |           |            |
| Kühn 23’ Fritsch 76’ (aut.) | Marcatori | 62’ Straus |

| Arbitro: | Nawrocki |

|                      |           |                 |
| Stockhausen 31’, 39’ | Marcatori | 80’ Heydenreich |

| Arbitro: | Brodüffel |

|                |           |  |
| Roggensack 45’ | Marcatori |  |

| Arbitro: | Hillebrand |

|             |           |            |
| Steffen 62’ | Marcatori | 80’ Tönges |

#### Girone di ritorno
| Arbitro: | Hilker |

|                   |           |           |
| Feldkamp 70’, 71’ | Marcatori | 64’ Meyer |

| Arbitro: | Wieser |

|                      |           |                                     |
| Meyer 17’ Hoffer 83’ | Marcatori | 75’ Sell 79’ Ratajczak 80’ Senhofer |

| Arbitro: | Thier |

|  |           |                          |
|  | Marcatori | 9’ Meyer 60’ Stockhausen |

| Arbitro: | Beinke |

|                                    |           |                                   |
| Meyer 1’, 18’, 49’ Straus 22’, 41’ | Marcatori | 40’ Lipka 54’ Hahn 65’ Martinelli |

| Mönchengladbach 26 gennaio 1964 24ª giornata | Borussia M'gladbach | 0 – 0 referto | Fortuna Düsseldorf | Bökelbergstadion (20 000 spett.)\| Arbitro: \| Nawrocki \| |
| Arbitro:                                     | Nawrocki            |               |                    |                                                            |

| Arbitro: | Kasper |

|              |           |                                       |
| Beckfeld 44’ | Marcatori | 25’ Stockhausen 43’ Steffen 89’ Meyer |

| Arbitro: | Pannhorst |

|                                          |           |                      |
| Straschitz 14’ Stockhausen 70’ Meyer 82’ | Marcatori | 27’ Witczak 72’ Hülß |

| Arbitro: | Bonacker |

|                                    |           |  |
| Wolfframm 7’ Straus 18’ Krafft 89’ | Marcatori |  |

| Arbitro: | Klösters |

|                        |           |                           |
| Plich 4’ Luberichs 90’ | Marcatori | 37’ Straus 52’ Straschitz |

| Arbitro: | Eschweiler |

|                           |           |  |
| Meyer 46’, 47’ Hoffer 80’ | Marcatori |  |

| Arbitro: | Silva |

|                                                                    |           |             |
| Wolfframm 24’ Hoffer 53’, 88’ Hellingrath 58’ Meyer 73’ Straus 79’ | Marcatori | 2’ Bannasch |

| Herten 22 marzo 1964 31ª giornata                                      | Herten    | 2 – 2 referto  | Fortuna Düsseldorf | Kampfbahn Katzenbusch (4 000 spett.) |
| \| \| \| \| \| Assauer 10’ Zeitz 74’ \| Marcatori \| 38’, 59’ Meyer \| |           |                |                    |                                      |
|                                                                        |           |                |                    |                                      |
| Assauer 10’ Zeitz 74’                                                  | Marcatori | 38’, 59’ Meyer |                    |                                      |

| Arbitro: | Höfer |

|                           |           |                          |
| Meyer 19’, 61’ Krafft 75’ | Marcatori | 53’ Lohmann 89’ Eßkuchen |

| Arbitro: | Hennig |

|  |           |             |
|  | Marcatori | 67’ Steffen |

| Arbitro: | Siepe |

|                           |           |  |
| Straschitz 55’ Straus 81’ | Marcatori |  |

| Arbitro: | Fork |

|                                          |           |  |
| Tönges 25’, 62’ Reichert 47’ Arnrich 67’ | Marcatori |  |

| Arbitro: | Schmidt |

|                                                |           |                     |
| Meyer 48’, 50’, 63’, 75’ Straus 84’ Häfner 87’ | Marcatori | 76’ Kühn 86’ Neuser |

| Arbitro: | Irmer |

|  |           |           |
|  | Marcatori | 54’ Meyer |

| Herne (Germania) 10 maggio 1964 38ª giornata | Westfalia Herne | 0 – 0 referto | Fortuna Düsseldorf | Stadion am Schloss Strünkede (7 000 spett.)\| Arbitro: \| Brodüffel \| |
| Arbitro:                                     | Brodüffel       |               |                    |                                                                        |

## Statistiche

### Statistiche di squadra
| Competizione       | Punti | In casa | In casa | In casa | In casa | In casa | In casa | In trasferta | In trasferta | In trasferta | In trasferta | In trasferta | In trasferta | Totale | Totale | Totale | Totale | Totale | Totale | DR  |
| Competizione       | Punti | G       | V       | N       | P       | Gf      | Gs      | G            | V            | N            | P            | Gf           | Gs           | G      | V      | N      | P      | Gf     | Gs     | DR  |
| ------------------ | ----- | ------- | ------- | ------- | ------- | ------- | ------- | ------------ | ------------ | ------------ | ------------ | ------------ | ------------ | ------ | ------ | ------ | ------ | ------ | ------ | --- |
| Regionalliga ovest | 51    | 19      | 14      | 3       | 2       | 59      | 25      | 19           | 7            | 6            | 6            | 26           | 25           | 38     | 21     | 9      | 8      | 85     | 50     | +35 |
| Totale             | 51    | 19      | 14      | 3       | 2       | 59      | 25      | 19           | 7            | 6            | 6            | 26           | 25           | 38     | 21     | 9      | 8      | 85     | 50     | +35 |

### Andamento in campionato
| Giornata  | 1  | 2 | 3 | 4 | 5 | 6 | 7 | 8 | 9 | 10 | 11 | 12 | 13 | 14 | 15 | 16 | 17 | 18 | 19 | 20 | 21 | 22 | 23 | 24 | 25 | 26 | 27 | 28 | 29 | 30 | 31 | 32 | 33 | 34 | 35 | 36 | 37 | 38 |
| --------- | -- | - | - | - | - | - | - | - | - | -- | -- | -- | -- | -- | -- | -- | -- | -- | -- | -- | -- | -- | -- | -- | -- | -- | -- | -- | -- | -- | -- | -- | -- | -- | -- | -- | -- | -- |
| Luogo     | T  | C | T | C | T | C | C | T | C | T  | C  | T  | C  | T  | C  | T  | C  | T  | C  | T  | C  | T  | C  | T  | T  | C  | C  | T  | C  | C  | T  | C  | T  | C  | T  | C  | T  | T  |
| Risultato | N  | V | V | N | P | V | V | P | V | N  | P  | V  | V  | V  | N  | P  | V  | P  | N  | P  | P  | V  | V  | N  | V  | V  | V  | N  | V  | V  | N  | V  | V  | V  | P  | V  | V  | N  |
| Posizione | 15 | 9 | 7 | 7 | 9 | 9 | 6 | 6 | 6 | 6  | 7  | 7  | 5  | 4  | 5  | 6  | 6  | 6  | 6  | 9  | 9  | 8  | 8  | 8  | 6  | 6  | 4  | 5  | 4  | 4  | 4  | 3  | 3  | 3  | 4  | 3  | 3  | 3  |

Legenda:

Luogo: C = Casa; T = Trasferta. Risultato: V = Vittoria; N = Pareggio; P = Sconfitta.

### Statistiche dei giocatori
| H. Fritsch     | 14 | 0  | 0 | 0 |
| A. Görtz       | 15 | 0  | 0 | 0 |
| H. Hellingrath | 17 | 1  | 0 | 0 |
| O. Herbertz    | 1  | 0  | 0 | 0 |
| H. Hoffer      | 27 | 5  | 0 | 0 |
| K. Hoffmann    | 19 | 0  | 0 | 0 |
| H. Häfner      | 22 | 1  | 0 | 0 |
| H. Klessa      | 10 | 0  | 0 | 0 |
| M. Krafft      | 24 | 2  | 0 | 0 |
| B. Lindackers  | 2  | 0  | 0 | 0 |
| P. Meyer       | 26 | 22 | 0 | 0 |
| W. Pfeifer     | 13 | 0  | 0 | 0 |
| B. Steffen     | 22 | 3  | 0 | 0 |
| H. Stockhausen | 21 | 7  | 0 | 0 |
| H. Straschitz  | 27 | 4  | 0 | 0 |
| R. Straus      | 24 | 9  | 0 | 0 |
| W. Vigna       | 11 | 0  | 0 | 0 |
| F. Wolfframm   | 5  | 3  | 0 | 0 |
| H. Zimmermann  | 8  | 0  | 0 | 0 |